# Szent Péter-fatemplom (Mezőszava)
A Szent Péter-fatemplom műemlékké nyilvánított épület Romániában, Kolozs megyében. A romániai műemlékek jegyzékében a  CJ-II-m-B-07745 sorszámon szerepel.